# Палуни

Blason Royaume d'Arménie (d'après Gelre)

Балуни (арм. Պալունիներ; или Палуни)  — семья нахараров (дворян) Армении с владениями в Балаховите (Балабитене)(не путать с Бала(х)овитом в современной восточной Армении) и Цопк/Софене. Фамилия также владела землями в Васпуракане. Князья Балуни были остатками народа Бала или Пули из хеттских записей, жившего между Астианеном и Тароном, в уезде Пагнатун. Другой ветвью этой линии были князья Балабитены. В 439 году, когда западный Тарон перешёл от Грегоридов к Мамиконянам, балуни, которые, возможно, зависели от Грегоридов, должно быть, стали зависеть от новых сюзеренов. Нахарар по имени Вараз Шапух упоминается около 445 года, а Артак Балуни участвовал в восстании Восточной Армении против персов в 451 году, когда спарапет Вардан Мамиконян восстал против шахиншаха Йездигерда ll вместе с другим Варазом Шапухом, вероятно, отличным от первого. Несмотря на поражение, в 480 году они восстановили контроль над своими землями Балуник под властью Папала, но, вероятно, под властью Восточной Римской империи. Варас Балуни упоминается как нахарар ещё в 506 году. Позже они, должно быть, вымерли и исчезли из источников.